# Sucha Góra (Bytom)
Sucha Góra (niem. Trockenberg) – miejscowość, będąca częścią miasta Bytomia, przyłączona do Bytomia w 1975. Została założona w 1778 jako kolonia Piekar Rudnych na południowym stoku Suchej Góry (jednego ze wzniesień Garbu Tarnogórskiego). W latach 1822–1951 Sucha Góra była samodzielną gminą, w latach 1954–1972 gromadą, zaś w latach 1973–1975 dzielnicą Radzionkowa.

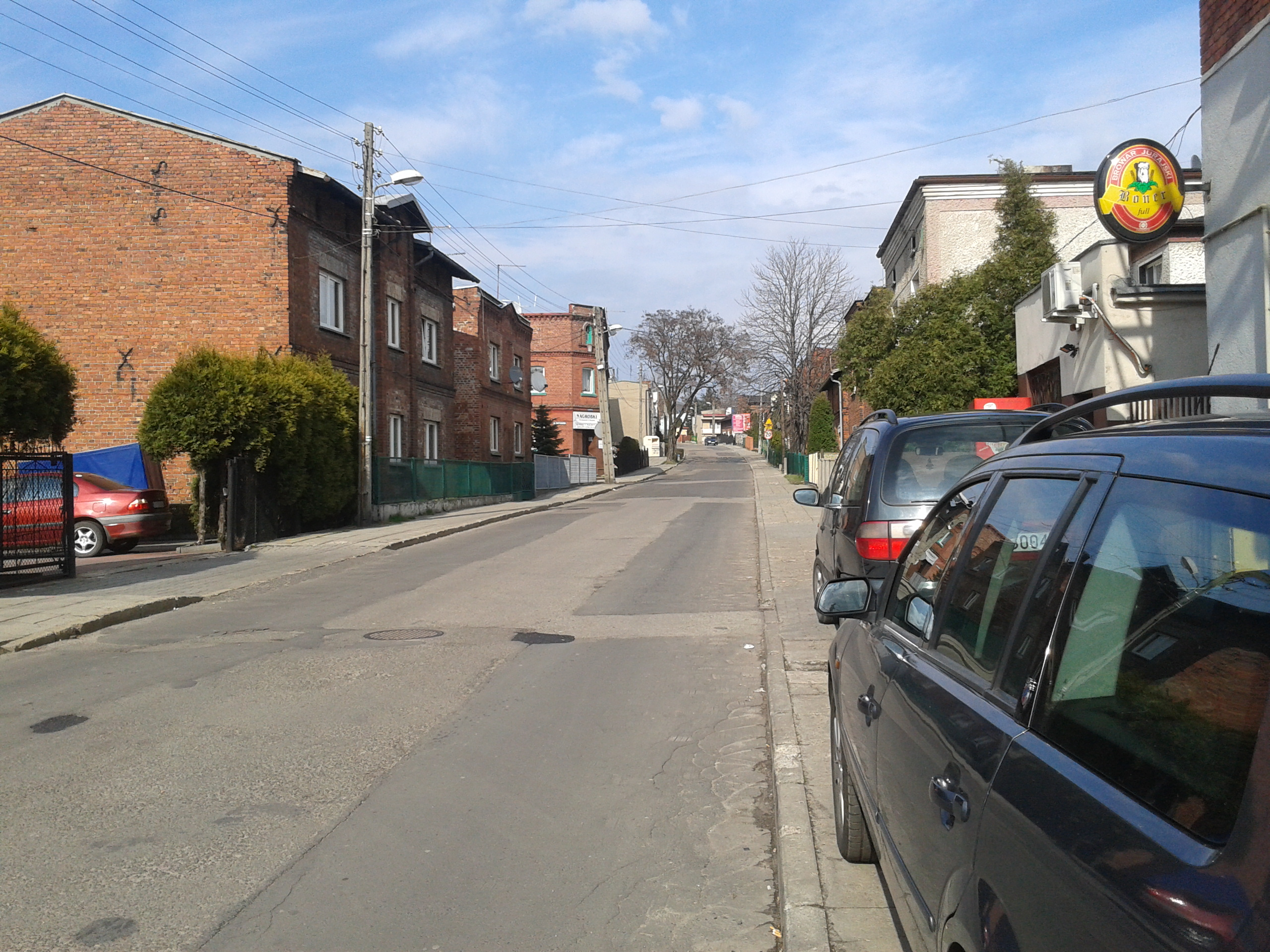
Ulica 9 Maja w kwietniu 2012

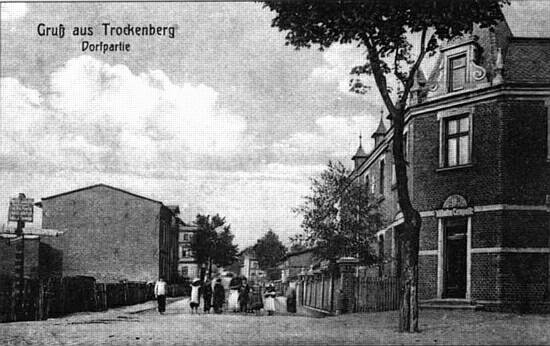
Ulica 9 Maja na początku XX wieku

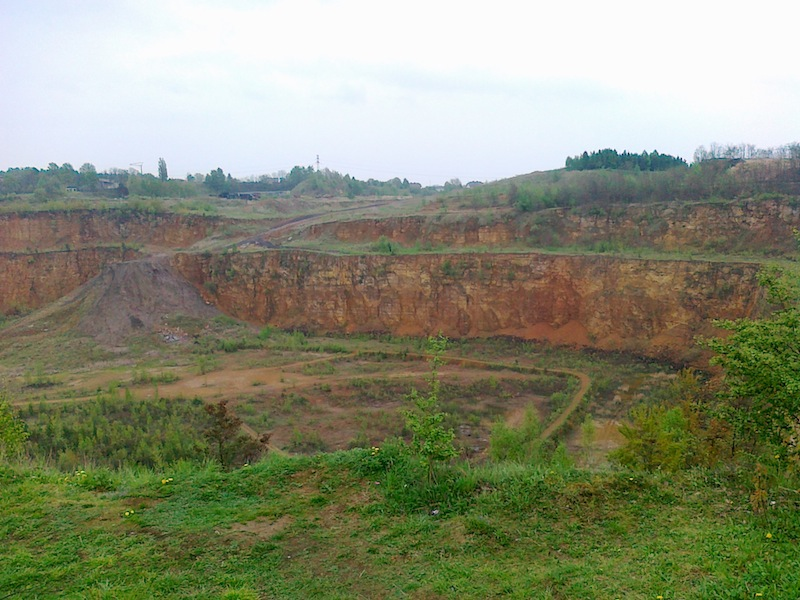
Pozostałości po kopalni odkrywkowej (maj 2010)

## Nazwa
Nazwa Sucha Góra jest przeniesiona z nazwy góry na kolonię, która stała się samodzielną gminą, a następnie częścią Bytomia. W alfabetycznym spisie miejscowości na terenie Śląska wydanym w 1830 roku we Wrocławiu przez Johanna Knie wieś występuje pod polską nazwą Suchogóra, oraz nazwą niemiecką Trockenberg.

## Historia
Sucha Góra pierwotnie była kolonią pobliskich Piekar Rudnych, przekształconą w XIX wieku w samodzielną wieś. Już od XIII wieku prowadzono tu wydobycie rudy żelaza i galeny. Po wyczerpaniu się zasobów galeny w połowie XVIII wieku rozpoczęto eksploatację złóż galmanu, który wydobywano do początku XX wieku. W roku 1889 uruchomiono w Bobrownikach (w sąsiedztwie Suchej Góry) kopalnię dolomitu „Blachówka”. Miejscowość miała typowo górniczy charakter, ale wydobywano tu rudy metali i dolomit, a nie węgiel kamienny.
Po plebiscycie na Górnym Śląsku Sucha Góra znalazła się w granicach Polski.
W miejscowości istnieje klub sportowy – Czarni Sucha Góra, który został założony w 1920 roku.
Na szczycie Suchej Góry znajdował się główny pruski punkt triangulacyjny.

## Topografia i kolonie tworzące Suchą Górę
Centrum Suchej Góry znajduje się dziś przy skrzyżowaniu ul. Strzelców Bytomskich, Niepodległości i 9 Maja. Pierwotnie zabudowa Suchej Góry rozciągała się od obecnych ulic Niepodległości i 9 Maja (gdzie przy obecnej ul. Strzelców Bytomskich stał krzyż, upamiętniający południową granicę pierwotnej kolonii), aż do ulic Holeczków i Kawki, które stanowiły granicę z Bobrownikami. Stąd zabudowania po zachodniej (lewej) stronie tych ulic do lat 70. XX wieku, łącznie z budynkiem dawnej dyrekcji Zakładów Dolomitowych, znajdowały się w Bobrownikach. 
Sucha Góra posiadała od końca XIX wieku mały plac targowy przy obecnej poczcie, będący poszerzeniem obecnej ul. Strzelców Bytomskich,
Na obszarze Suchej Góry powstały dwie kolonie, a w jej pobliżu, w Bobrownikach dwie następne oraz nowe osiedle, które ostatecznie weszły w skład obecnej miejscowości:
- Ruda (niem. Ruda) – kolonia Suchej Góry, położona w okolicy północnej części ul. Wyszyńskiego; założona w końcu XIX wieku przy skrzyżowaniach obecnych ulic: Wyszyńskiego z 9 Maja i Kadłubka, rozrośnięta w kierunku wschodnim o ul. Kadłubka i północnym o ulice Kokota, Obrońców Westerplatte i Miłą;
- Malok (niem. Kolonie Malok) – kolonia Suchej Góry, położona w okolicy środkowej i południowej części ul. Wyszyńskiego; założona na początku XX wieku przy obecnej ul. Wyszyńskiego (posesje 33-39), na północ od skrzyżowania z ul. Galmanową, później rozrosła się na południe, wzdłuż ul. Wyszyńskiego oraz na zachód o ulice: Herdy, Korczaka, Jaskółki i Skargi;
- Lazarówka (niem. Lazarowka) – kolonia Bobrownik, położona pierwotnie w środkowej części obecnej ul. Lazarówka, na zachód od skrzyżowania z ul. Holeczków, rozrośnięta o zachodnią część ul. Lazarówka;
- Blachówka (niem. Blechowka) – kolonia Bobrownik, położona przy obecnej ul. Blachówka, rozrośnięta o ul. Polną oraz przyległy odcinek ul. Władysława Łokietka w stronę Stolarzowic i sąsiednie ulice: Wiejską, Malinową i Jagodową;
- Segiet – współczesne osiedle deweloperskie położone przy ul. Segiet, na dawnym terytorium Bobrownik, między Blachówką a Lazarówką.

Na przełomie lat 20. i 30. XX wieku zabudowania Rudy połączyły się z Malokiem i odtąd na mapach obie kolonie są oznaczane wspólnie jako Ruda.
Obecnie wszystkie wymienione kolonie wraz z Suchą Górą tworzą jedną część miasta Bytom. Prawie połowę obszaru miejscowości stanowi Las Segiecki z  rezerwatem przyrody „Segiet”.

## Kalendarium
- 1778: na polach Piekar Rudnych powstała kolonia fryderycjańska Trockenberg = Sucha Góra
- 1822: Sucha Góra została samodzielną gminą
- 1867: Sucha Góra liczyła 956 mieszkańców
- 1874: w Suchej Górze otwarto szkołę podstawową
- 1896: przy głównym skrzyżowaniu z szosą bytomską powstała kapliczka ufundowana przez mieszkańców Suchej Góry i karczmarza Jakobowitza, jako przebłaganie za upijanie suchogórzan
- 1902: w Suchej Górze powstała ochotnicza straż pożarna
- 1904: Sucha Góra została podłączona do wodociągu z szybu „Adolf”
- 1920: powstał Klub Sportowy „Czarrni” Sucha Góra
- 1945: do Suchej Góry i okolicznych miejscowości wkroczyła Armia Czerwona, mordy i prześladowania ludności niemieckojęzycznej
- 1959: poświęcony został długo oczekiwany kościół na Suchej Górze
- 1972: Sucha Góra została przyłączona do Radzionkowa
- 1975: Sucha Góra jako dzielnica Radzionkowa została przyłączona wraz z całym Radzionkowem do Bytomia
- 2005: suchogórski Klub Sportowy „Budowlani” powrócił do dawnej nazwy „Czarni”
- 2012: odsłonięcie na suchogórskim cmentarzu płyty upamiętniającej ofiary tragedii górnośląskiej 1945–1948
- 2012: ustanowienie Zespołu Przyrodniczo-Krajobrazowego „Suchogórski Labirynt Skalny”

## Zabytki i miejsca historyczne
- neogotycka kaplica,
- kamienice oraz inne zabudowania przy ul. Strzelców Bytomskich i ul. 9 maja,
- dawny kamieniołom dolomitu,
- betonowy krzyż przy ul. Strzelców Bytomskich z 1890 roku,
- pruski punkt triangulacyjny Sucha Góra (niem. Trockenberg) z 1852 roku.

## Atrakcje turystyczne
- „Dolomity Sportowa Dolina” – całoroczne centrum sportowo-rekreacyjne w wyrobisku nieczynnej kopalni dolomitu Blachówka
- rezerwat leśny „Segiet” (buczyna)
- Park Grota